# Rasemia dasychira
Rasemia dasychira är en fjärilsart som beskrevs av George Francis Hampson 1910. Rasemia dasychira ingår i släktet Rasemia och familjen tandspinnare. Inga underarter finns listade.